# Reutînți, Kroleveț
Reutînți (în ucraineană Реутинці) este localitatea de reședință a comunei Reutînți din raionul Kroleveț, regiunea Sumî, Ucraina.

## Demografie
Componența lingvistică a localității Reutînți
     Ucraineană (95,38%)
     Rusă (3,41%)
     Alte limbi (0,4%)
Conform recensământului din 2001, majoritatea populației localității Reutînți era vorbitoare de ucraineană (95,38%), existând în minoritate și vorbitori de rusă (3,41%).